# Bahnhof Chiryū
Der Bahnhof Chiryū (jap. 知立駅, Chiryū-eki) ist ein Bahnhof auf der japanischen Insel Honshū. Er wird vor der Bahngesellschaft Meitetsu (Nagoya Tetsudō) betrieben und befindet sich in der Präfektur Aichi auf dem Gebiet der Stadt Chiryū südöstlich von Nagoya.

## Verbindungen
Chiryū ist ein Kreuzungsbahnhof an der Meitetsu Nagoya-Hauptlinie, der wichtigsten Bahnstrecke der Gesellschaft Meitetsu, die von Toyohashi über Nagoya nach Gifu führt. Sie kreuzt sich hier mit der Meitetsu Mikawa-Linie desselben Unternehmens, die Toyota und Hekinan miteinander verbindet.
Auf der Nagoya-Hauptlinie verkehren tagsüber in der Regel zwölf Züge je Stunde. Es gibt zwei Gattungen von Eilzügen, die sich durch die Anzahl der bedienten Zwischenbahnhöfe unterschieden. Am schnellsten sind die Rapid Limited Express, die von Toyoashi über Chiryū nach Meitetsu Nagoya und anschließend nach Meitetsu Gifu oder Shin-Unuma verkehren. Zusätzliche Halte legen die Express ein. Sie verbinden einerseits Meitetsu Ichinomiya mit Meitetsu Nagoya, Chiryū und Toyohashi, andererseits Shin-Unuma mit Meitetsu Nagoya, Chiryū und Kira Yoshida. Während der Verkehrszeiten#Hauptverkehrszeit kommen weitere Express von Meitetsu Ichinomiya über Meitetsu Nagoya und Chiryū nach Toyokawa-inari. Lokalzüge mit Halt an allen Bahnhöfen stellen halbstündlich Verbindungen zwischen Higashi-Okazaki, Chiryū, Meitetsu Nagoya und Iwakura her, ergänzt um weitere halbstündlich verkehrende Lokalzüge, die über Iwakura hinaus nach Inuyama fahren.
Die Mikawa-Linie wird in zwei Sektionen unterteilt, die beide ihren Ausgangspunkt in Chiryū haben. Lokalzüge im Viertelstundentakt verkehren einerseits über Toyotashi und Umetsubo nach Sanage, andererseits über Kariya nach Bahnhof Hekinan. Es gibt keine durchgehenden Verbindungen, weshalb in Chiryū zwingend umgestiegen werden muss. Auf dem nördlichen Bahnhofsvorplatz gibt es mehrere Bushaltestellen, die von neun Linien der Gesellschaft Meitetsu Bus bedient werden; hinzu kommt je eine weitere Linie von Chiryū Community Bus, Fureai Bus und Chita Noriai Bus.

## Anlage
Der Bahnhof steht an der Grenze zwischen den Stadtteilen Ikehata im Süden und Sakae im Norden, die Umgebung ist überwiegend von Wohnvierteln geprägt. In der Nähe befinden sich unter anderem der Chiryū-Schrein und mehrere Schulen. Die Anlage ist von Nordwesten nach Südosten ausgerichtet und umfasst sechs Gleise, von denen fünf dem Personenverkehr dienen (hinzu kommt ein Abstellgleis). Diese liegen an zwei langen und leicht gekrümmten Mittelbahnsteigen sowie an einem kürzeren Seitenbahnsteig, die alle zum größten Teil überdacht sind. Treppen und Aufzüge führen hinauf zu einer breiten Fußgängerpassage, die über die gesamte Anlage hinweg führt und beide Empfangsgebäude an der Nord- und Südseite miteinander verbindet. Beide Bauwerke sind provisorischer Natur, denn der Bahnhof wird zurzeit (2024) grundlegend umgebaut. Das langwierige und komplexe Projekt, das seit 2015 andauert, sieht die Umwandlung in eine Anlage mit acht Gleisen auf drei Ebenen vor (siehe dazu das Kapitel Geschichte).
Im Fiskaljahr 2019 nutzten durchschnittlich 33.768 Fahrgäste täglich den Bahnhof.

## Gleise

Gleisplan

| 2/3 | ▉ Meitetsu Mikawa-LInie | Umetsubo • Toyotashi • Sanage                        |
| 3/4 | ▉ Meitetsu Mikawa-LInie | Kariya • Hekinan                                     |
| 5   | ▉ Nagoya-Hauptlinie     | Meitetsu Nagoya • Meitetsu Gifu / Tsushima / Inuyama |
| 6   | ▉ Meitetsu Hauptlinie   | Higashi-Okazaki • Toyohashi / Nishio                 |

## Bilder

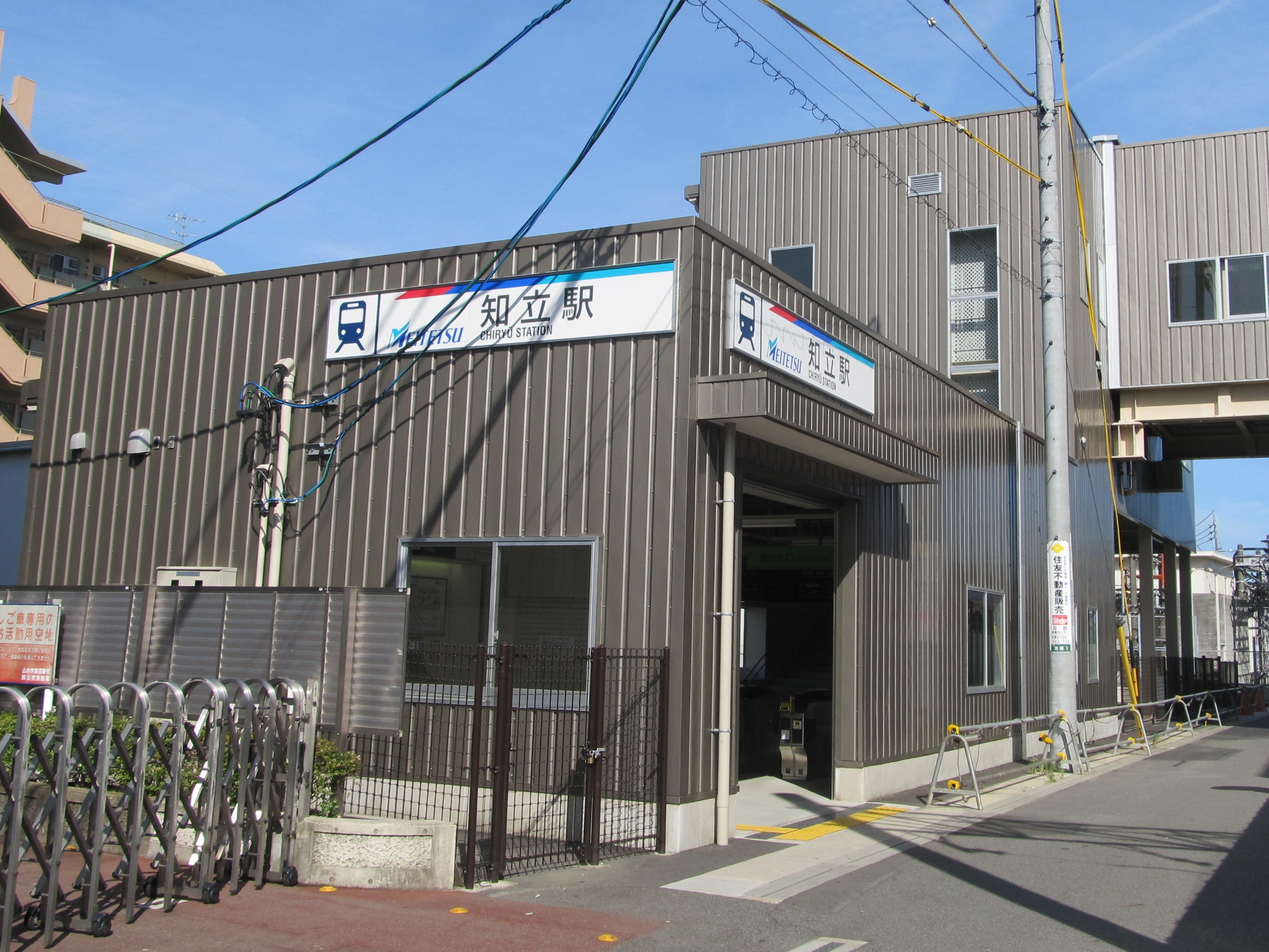
Provisorischer Südeingang
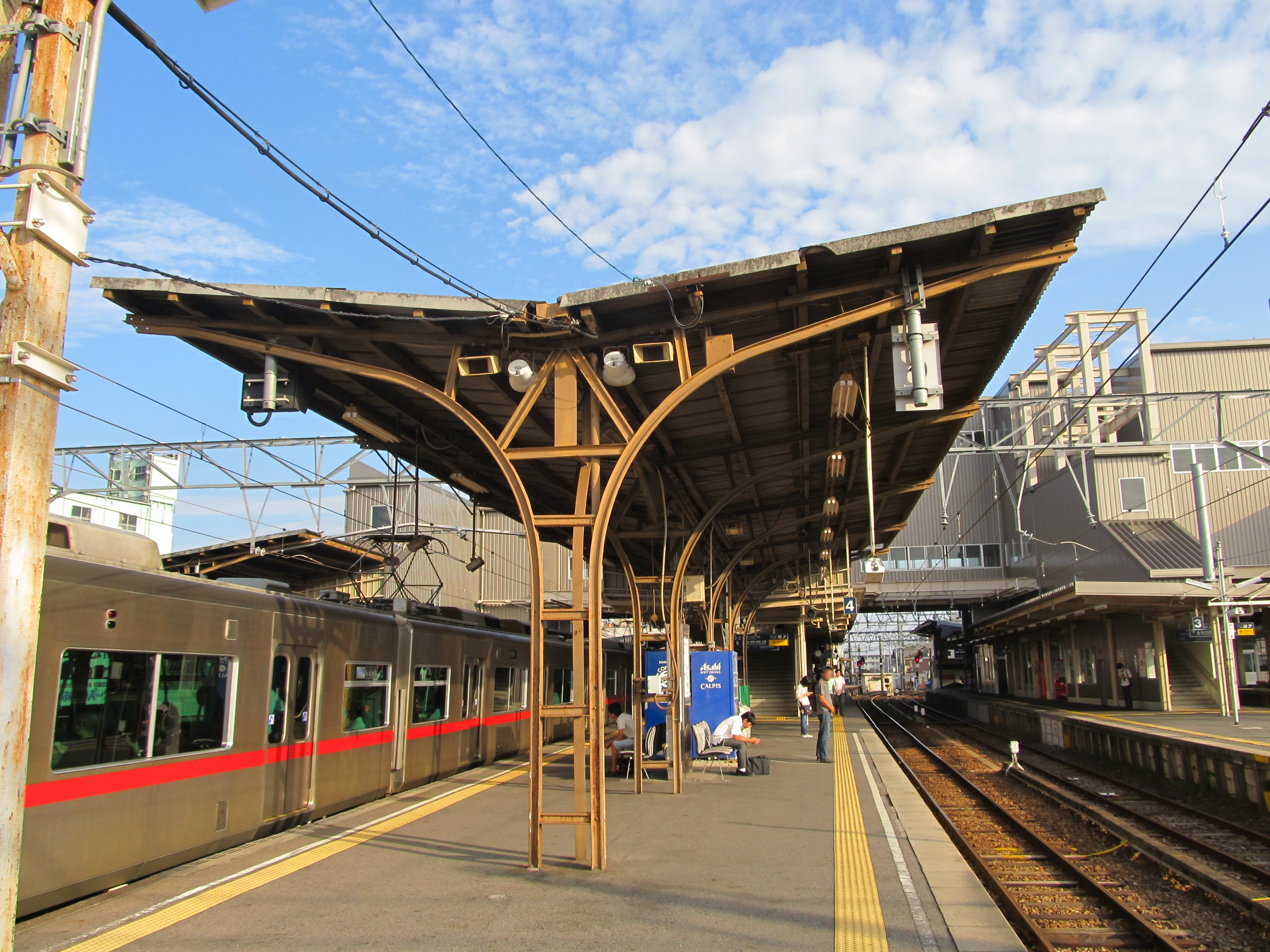
Bahnsteigdach aus wiederverwerteten Schienen
Zukünftiger Gleisplan
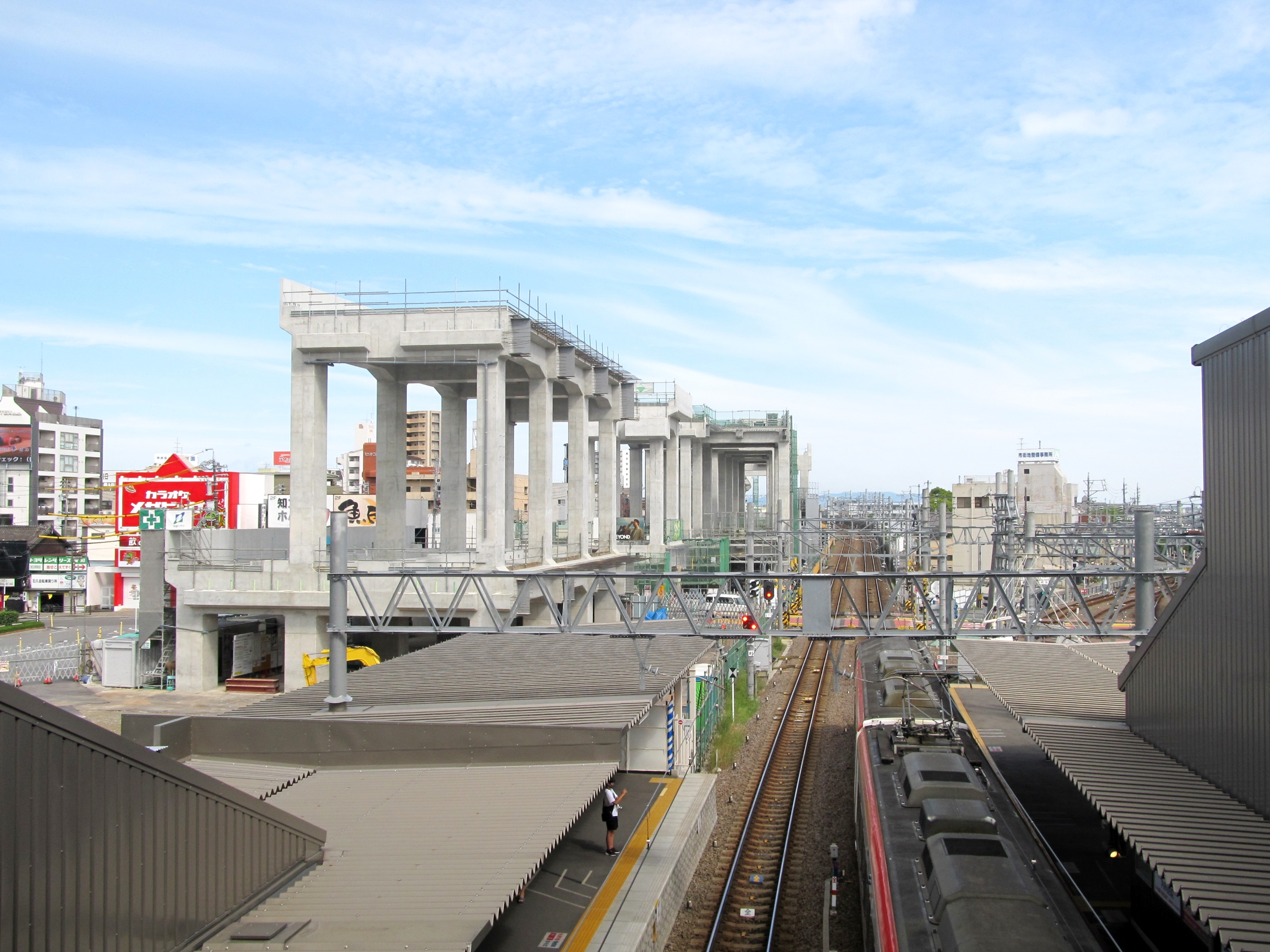
Ansicht der Viadukt-Baustelle im Jahr 2021
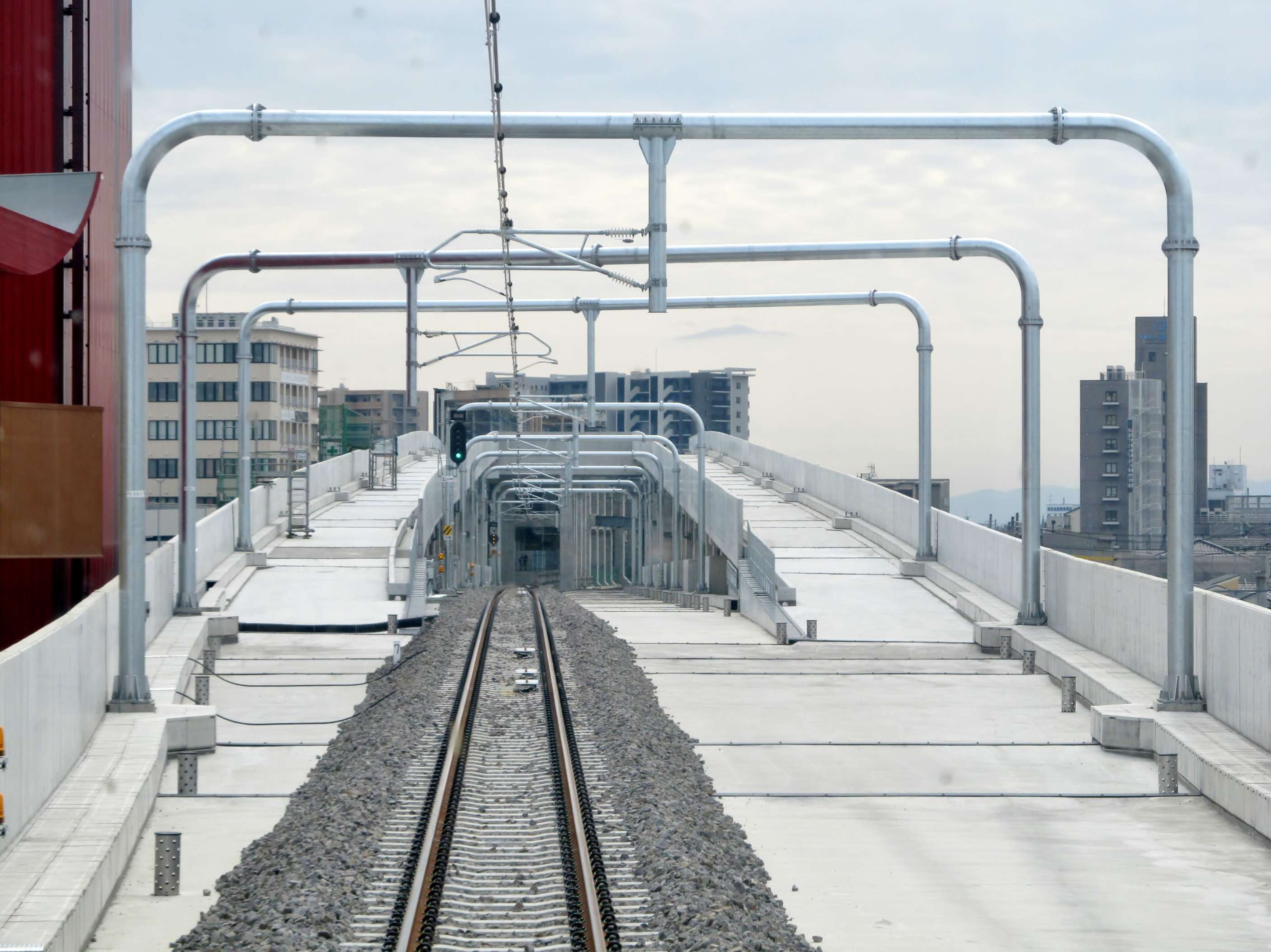
Zugang vom Viadukt zu den zukünftigen Bahnsteigebenen
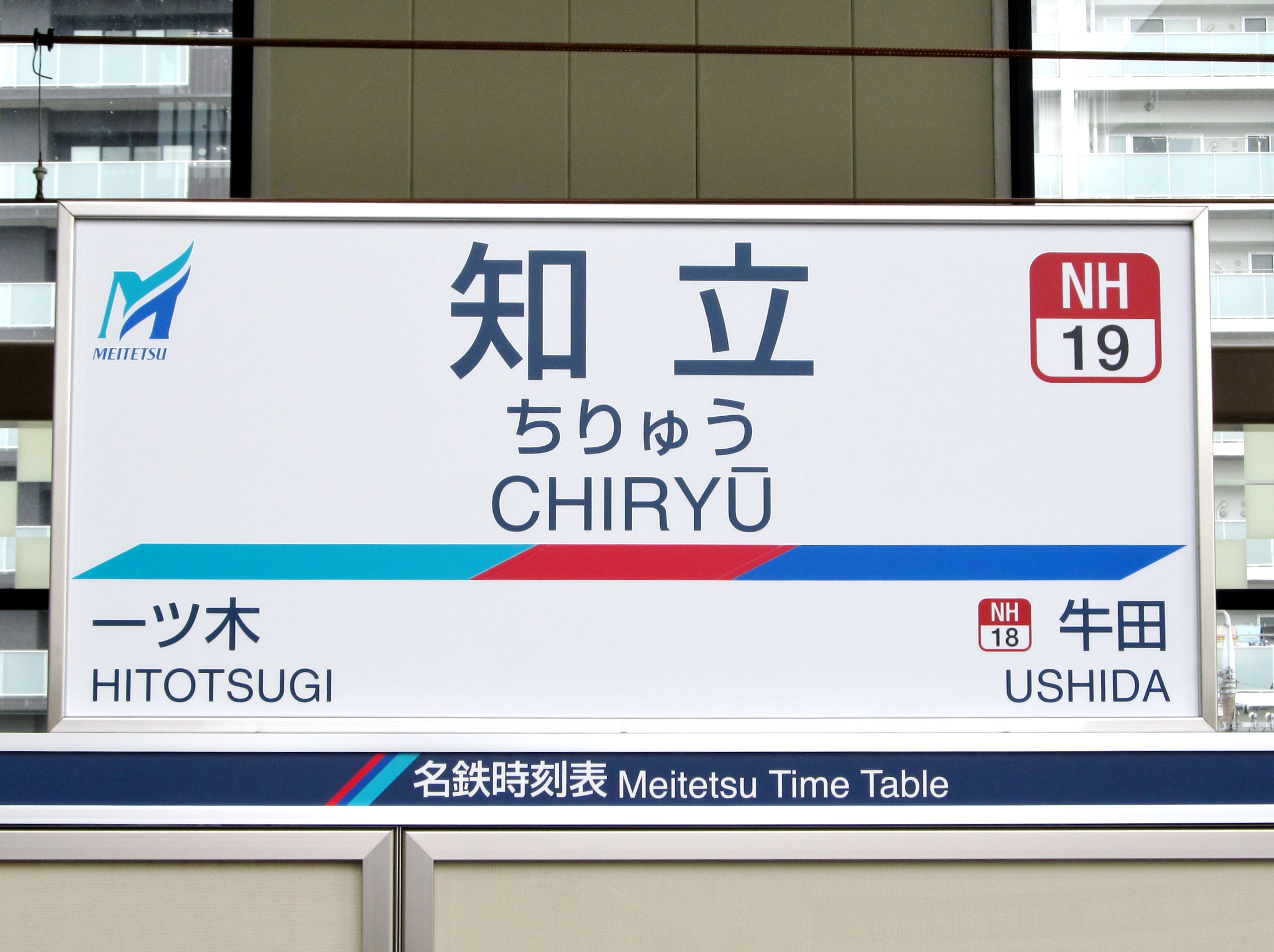
Bahnhofsschild

## Linien
| Verlauf der Meitetsu Nagoya-Hauptlinie |
| --- |
| Toyohashi • Ina • Odabuchi • Kō • Goyu • Meiden Akasaka • Meiden Nagasawa • Motojuku • Meiden Yamanaka • Fujikawa • Miai • Otogawa • Higashi-Okazaki • Okazakikōen-mae • Yahagibashi • Utō • Shin-Anjō • Ushida • Chiryū • Hitotsugi • Fujimatsu • Toyoake • Zengo • Chūkyō-keibajō-mae • Arimatsu • Sakyōyama • Narumi • Moto Hoshizaki • Moto Kasadera • Sakura • Yobitsugi • Horita • Jingū-mae • Kanayama • Sannō • Meitetsu Nagoya • Sakō • Higashi-Biwajima • Nishi-Biwajima • Futatsu-iri • Shinkawa-bashi • Sukaguchi • Marunouchi • Shin-Kiyosu • Ōsato • Okuda • • Kōnomiya • Shima-ujinaga • Myōkōji • Meitetsu Ichinomiya • Imaise • Iwato • Shin-Kisogawa • Kuroda • Kisogawa-zutsumi • Kasamatsu • Ginan • Chajo • Kanō • Meitetsu Gifu |

| Verlauf der Meitetsu Mikawa-Linie |
| --- |
| Sanage • Hiratobashi • Koshido • Umetsubo • Toyotashi • Uwa Goromo • Tsuchihashi • Takemura • Wakabayashi • Mikawa Yatsuhashi • Mikawa Chiryū • Chiryū • Shigehara • Kariya • Kariyashi • Ogakie • Yoshihama • Mikawa Takahama • Takahama-minato • Kita-Shinkawa • Shinkawa-machi • Hekinan-chūō • Hekinan |

## Geschichte

Änderungen von Streckenverläufen und Bahnhofstandorten:
von links: Chiryū (知立), Higashi-Chiryū (東知立), Mikawa Chiryū (三河知立), Ushida (牛田)

Am 1. April 1923 eröffnete die Bahngesellschaft Aichi Denki Tetsudō (Aiden) nahe dem Standort des heutigen Bahnhofs einen provisorischen Haltepunkt namens Chiryū, der damals weit abseites jeglicher Bebauung lag. Die Aiden ersetzte ihn aber bereits am 1. September desselben Jahres durch den weiter östlich gelegenen Bahnhof Shin-Chiryū (ab 1941 Higashi-Chiryū genannt), neben dem Bahnhof Mikawa Chiryū der Mikawa Tetsudō gelegen. Während die Aiden 1935 in der neuen Bahngesellschaft Meitetsu aufging, folgte die Mikawa Tetsudō sechs Jahre später. Beide Bahnhöfe lagen etwas mehr als hundert Meter voneinander entfernt, was das Umsteigen von der Nagoya-Hauptlinie zur Meitetsu Mikawa-Linie umständlich machte. Diese Situation erwies sich zunehmend als hinderlich, weshalb die Meitetsu danach strebte, beide Strecken miteinander zu verknüpfen. Zu diesem Zweck ließ sie den neuen Bahnhof Chiryū errichten und nahm diesen am 1. April 1959 in Betrieb, mitsamt neuer Zufahrten für die Mikawa-Linie.
Über Jahrzehnte erfüllte der Bahnhof seinen Zweck, doch dann begannen Probleme aufzutreten. Einerseits waren die Straßen in der Umgebung zunehmend überlastet, da sich der Verkehr an den oft geschlossenen Bahnübergängen immer mehr staute. Andererseits genügte die Anlage nicht mehr den strenger gewordenen Anforderungen bezüglich Barrierefreiheit. Im Jahr 2000 stellten die Stadt- und Präfekturbehörden deshalb ein Projekt vor, das die Verlegung beider Bahnstrecken auf Viadukte und den Umbau des Bahnhofs Chiryū vorsah. Die Umsetzung des komplexen Projekts begann im Februar 2015.
Der bisher ebenerdige Bahnhof mit sechs Gleisen wird dabei in mehreren Etappen und unter laufendem Betrieb zu einer achtgleisigen Anlage auf drei Ebenen umgebaut. Im Erdgeschoss wird ein neues Empfangsgebäude stehen, darüber werden auf der zweiten Ebene an zwei Mittelbahnsteigen die Gleise der Nagoya-Hauptlinie zu liegen kommen. Auf der dritten Ebene werden die Züge der Mikawa-Linie ebenfalls an zwei Mittelbahnsteigen halten, wobei die inneren Gleise stumpf enden und die äußeren Gleise mit der zweiten Ebene verbunden sein werden. Die bestehenden Gleise werden etappenweise auf ihre zukünftige Lage verschoben. Der ursprünglich für 2023 geplante Fertigstellungstermin musste allerdings auf 2028 verschoben worden, während die Kosten des Projekts von ursprünglich 61 Milliarden auf 79 Milliarden Yen angestiegen sind.